# Curteri
Curteri is een plaats (frazione) in de Italiaanse gemeente Mercato San Severino, provincie Salerno, en telt ongeveer 1600 inwoners.